# Universitat d'Atenes
La Universitat d'Atenes, oficialment coneguda com a Universitat Nacional i Kapodistríaca d'Atenes (en grec: Εθνικόν και Καποδιστριακόν Πανεπιστήμιον Αθηνών), va ser fundada gairebé una dècada després de la formació de l'estat neohel·lènic, el 3 de maig de 1837, per iniciativa del rei bavarès Otó I. Durant la primera temporada de la seva funció, l'esmentat establiment acadèmic es va allotjar a la casa de l'arquitecte Stamatis Kleanthis ubicada al nord-est del turó d'Acròpolis. L'any 1843 es traslladà al nou edifici dissenyat per l'arquitecte danès Theofil Hansen en el centre de la capital grega. La Universitat d'Atenes, llavors, era la més antiga no només al territori grec sinó també a la Mediterrània Oriental.
La Universitat Otònica, tal com es coneixia abans de rebatejar-se com a Universitat Nacional i Kapodistríaca d'Atenes, es constituïa de quatre escoles: les de Teologia, Dret, Medicina i Arts, que llavors incloïa les Ciències Aplicades i les Matemàtiques. Hi ensenyaven 33 professors 55 estudiants i 75 oients.
El 1904, la Universitat es va reformar administrativament i es va dividir en dues escoles principals: la d'Arts i la de Ciències; l'última incloïa les de nou fundades facultats de Física, Matemàtiques i Farmacèutica. El 1919 es va afegir el Departament de Química mentre el 1922 l'Escola de Farmacèutica va guanyar la seva autonomia. Un altre canvi significatiu va succeir quan a l'Escola de Medicina es va incorporar el Departament d'Odontologia.
Entre 1895 i 1911, al començament de cada any acadèmic es matriculaven al voltant de 1000 estudiants fins que al final de la Primera Guerra Mundial el nombre dels estudiants es va escalar als 2000. Aquest fet va conduir a la introducció dels exàmens de selectivitat el 1927. A partir de 1957, després d'una petició dels corresponents òrgans universitaris, el nombre d'estudiants es determina pel Ministeri d'Educació i Religions.
En la dècada dels 60 van començar les obres de construcció d'un nou campus, ara conegut com a Πανεπιστημιοúπολη o "Ciutat Universitària" als suburbis de la capital. A l'esmentat campus es troben tant les Escoles de Filosofia i de Teologia com els departaments de les Ciències Físiques i la Residència Universitària.

## Facultats i departaments
La Universitat d'Atenes està dividida en escoles, facultats i departaments com els següents:
- Escola de Teologia
  - Facultat de Teologia
  - Facultat de Teologia Social
- Escola de Filosofia
  - Facultat de Filologia
  - Facultat d'Història i Arqueologia
  - Facultat de Filosofia, Pedagogia i Psicologia
  - Facultat d'Estudis Anglesos
  - Facultat de Llengua francesa i Literatura
  - Facultat d'Estudis germànics
  - Facultat d'italià i castellà llengua i Literatura
  - Facultat de Teatre
  - Facultat de Música
  - Facultat d'Estudis Turcs i d'Àsia
  - Facultat d'Estudis Eslaus
- Escoles de Ciències de la Salut
  - Facultat de Medicina
  - Facultat d'Odontologia
  - Facultat de Farmàcia
  - Facultat d'Infermeria

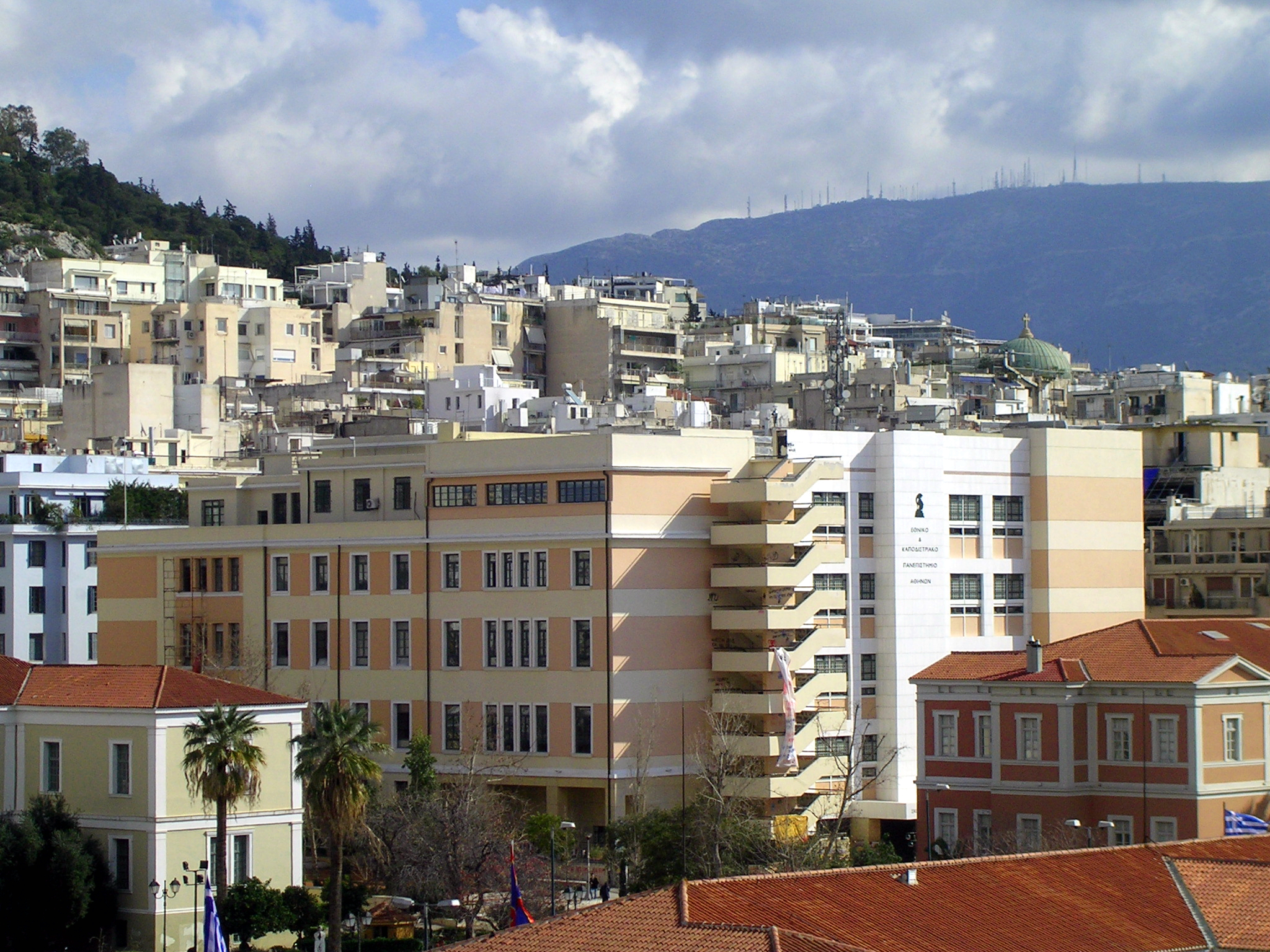
Facultat de Dret.

- Escola de Dret, Economia i Ciències Polítiques
  - Facultat de Dret
  - Facultat d'Economia
  - Facultat de Ciències Polítiques i Administració Pública
- Escola de Ciències
  - Facultat de Física
  - Facultat de Biologia
  - Facultat de Geologia
  - Facultat de Química
  - Facultat de Matemàtiques
  - Facultat d'Informàtica i Telecomunicacions
- Facultats independents
  - Facultat d'Educació Física i Ciències de l'Esport
  - Facultat d'Educació Primària
  - Facultat d'Educació Infantil
  - Facultat de Comunicació
  - Facultat de Filosofia i Història de la Ciència

## Campus

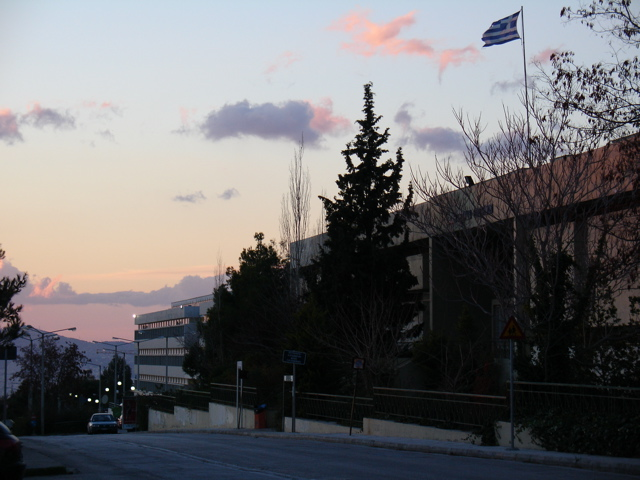
Campus de la Universitat a Ilissia

El campus principal és a Ilissia (Zografou). Hi són les facultats de Ciències, Teologia i Filosofia. La facultat de Ciències de la Salut és situada a Goudi i la facultat d'Educació Física i Ciències de l'Esport és situada a Dafni. Les facultats D'audiovisuals, Educació, Economia, Dret i Administració Pública estan en diversos edificis al centre d'Atenes, amb altres utilitats administratives. L'administració de la Universitat era inicialment situada en un edifici neoclàssic al centre D'atenes, a l'Avinguda Panepistimiou, però després es va reubicar al campus principal.
| Localització del Campus | Escoles                                        | Facultats                                         |
| ----------------------- | ---------------------------------------------- | ------------------------------------------------- |
| Ilissia                 | Escoles de Ciències                            |                                                   |
| Ilissia                 | Escola de Teologia                             |                                                   |
| Ilissia                 | Escola de Filologia                            |                                                   |
| Goudi                   | Escoles de Ciències de la Salut                |                                                   |
| Centre d'Atenes         | Escola de Dret, Economia i ciències Polítiques |                                                   |
| Centre d'Atenes         | Facultat de Comunicació i Estudis Audiovisuals |                                                   |
| Centre d'Atenes         | Facultat d'educació Primària                   |                                                   |
| Centre d'Atenes         | Facultat d'educació Infantil                   |                                                   |
| Daphne                  |                                                | Facultat d'Educació Física i Ciències de l'Esport |